# 杉山39
杉山39（すぎやまさんきゅう、1971年7月11日 - ）はボーカリスト、ギタリストであり、福岡県を拠点に活動するローカルタレントである。別名『3923（さんきゅーにーさん）』。本名は杉山 俊広（すぎやま としひろ）。神奈川県川崎市出身。

## 略歴
- 喫煙者である。
- 実家は精肉店を経営。
- 1995年秋に高校時代の同級生などと共にバンド「the Chopsticks」を結成。1999年6月にSMEレコーズからメジャーデビューを果たす（なお、バンド時代は本名を名乗っていた）。
- ストリートやライブハウスでのライブ活動やレギュラー番組出演などを精力的に行い、2001年8月に解散するまでメジャー・インディーズ合わせてシングル4枚、アルバム3枚をリリース。
- 解散後は福岡に移り住み、タレント、パーソナリティ活動を開始（この時点で現在の芸名になる）、現在も続くTVQの小中学生向けローカルバラエティー「ばりすご☆ボイガー7」に『3923』として出演し、地元の子供たちの人気者となる。
- また、fm fukuoka「BOOM UP! Fukuoka」のレポーターとしても人気を獲得し、レギュラー番組が増加。子供からサラリーマン、主婦層を中心に人気を得ている。
- 2021年3月8日（月）「居酒屋 清子」出演後、帰宅中に初めて職務質問されている。
- 狂言の出演、講演も行っている[2]。

## 出演

### the Chopsticksとして
- チョップスとウィーッス（bayfm）
- おはしでプリン（CBCラジオ）
- ユーガッタ!CBC（CBCテレビ）

### 杉山39として

#### テレビ
- ばりすご（TVQ九州放送、ばりすご☆ボイガー7の姉妹番組）
- 原口あきまさの福岡耳よりTV "ふくみみ"（TVQ九州放送）（終了）
- 今日感テレビ（RKB毎日放送）
- 探検!九州（RKB毎日放送）
- ふくおか探検隊が行く!（TVQ九州放送・月曜 19:54 - 20:00）
- 情報レシピ ニジ☆ゴジ（テレビ西日本・金曜 14:05 - 17:00）
- MTM（RKB毎日放送・土曜25:40-26:20/MBSテレビ・木曜 27:20 - 27:50）
- ばりすご☆ボイガー7（TVQ九州放送・金曜18:30 - 19:00）
- ももち浜ストア（テレビ西日本、木曜日担当）
- めんたいワイド（福岡放送、キタ級遺産・しあわせ笑点街・いきなり食堂 テレビ初登場さん担当)

#### ラジオ
- THANK YOU FOR THE MUSIC（天神エフエム）
- BOOM UP! Fukuoka（fm fukuoka）
- ラブトロニックDX（fm fukuoka）
- RED ZONE∞RADIO（fm fukuoka・月曜・火曜 20:00 - 20:55）
- ガブリナ（KBCラジオ（九州朝日放送）、木曜日）
- 杉山39のブラックダイヤモンドを探せ（FMたんと、土曜 15：00 - 18：00）
- アンガーマネジメントコンサルタント財津ユカのイライラコントロールレッスン（KBCラジオ、月曜 21時45分 - 21時55分）
- HAKATA SOUND FLY（KBCラジオ、土曜 23:30 - 24:00、2015年7月 - 2020年12月）
- 居酒屋 清子（KBCラジオ、月曜 19時00分 - 21時55分、2014年10月 -2023年3月）

#### 映画
- ファインディング・ニモ（イルカ役）※ その他の声の出演
- オープン・シーズン

#### CM
- ウチムラ シャインウォーター （2016年11月2日 - ）

## その他
- 神奈川出身で福岡在住であるにもかかわらず、阪神タイガースの大ファンである。